# 정지운
정지운(鄭之雲, 1509년(중종 4) ~ 1561년(명종 16))은 조선시대 중기의 성리학자, 사상가, 작가로 자(字)는 정이(靜而), 호(號)는 추만(秋巒)이다. 본관은 경주(慶州)이다. 인필(仁弼)의 아들. 김안국(金安國), 김정국(金正國)의 문인이다. 사단칠정논쟁의 시발점을 이룩하였다.
저명한 성리학자이자 점필재 김종직의 제자인 한훤당 김굉필의 제자 김안국(金安國)과 김정국(金正國) 형제의 문하에서 성리학(性理學)을 수학하였다. 김종직의 손제자이자 조광조의 동문이기도 한 그는 학문 연구와 후학 양성에 전념하여 성리학의 대가로 일찍이 '천명도설(天命圖說)'을 저술하여 사물의 조화(造化)의 이치를 규명하여 명성을 날렸다. 이후 천명도설의 내용이 화제가 되면서 한성(漢城)에서 이황(李滉)을 만나 여러차례 담론, 토론하며 수정(修正)을 받았다. 이것이 뒤에 사단칠정논쟁의 발단이 되었다. 고양(高揚)의 문봉서원(文峰書院)에 제향(祭享) 되었다.

## 묘소
- 정지운 선생 묘 - 고양시의 향토유적 제11호

## 저서
- 천명도설(天命圖說)

## 같이 보기
- 이황
- 기대승
- 사단칠정논쟁
- 이기일원론
- 이기이원론